# Francis Jayne
Francis John Jayne (1er janvier 1845 - 23 août 1921) est un évêque et universitaire britannique.

## Biographie
Né à Pant-y-beiliau, Llanelli, Jayne est le fils aîné de John Jayne, propriétaire d'une mine et de sa seconde épouse, Elisabeth Haines . Il fait ses études à la Rugby School et au Wadham College d'Oxford. Il obtient son BA en 1868 et MA en 1870. Il reçoit les honneurs de première classe dans les modérations classiques, les humaniores littéraires, la jurisprudence et l'histoire moderne. Il est élu membre du Jesus College d'Oxford en 1868 et tuteur du Keble College en 1871 . Il est ordonné diacre et prêtre en 1870.
De 1879 à 1886, Jayne est directeur du St David's College, une institution universitaire de la petite ville galloise de Lampeter . Pendant son séjour là-bas, il dirige l'institution à travers les années difficiles qui suivent le rapport Aberdare de 1880 sur l'enseignement intermédiaire et supérieur au Pays de Galles. Le rapport recommande que les collèges d'Aberystwyth et de Lampeter soient unis pour former une seule institution, mais Jayne combat le plan et conserve l'indépendance du St. David's College. Jayne réforme le collège de plusieurs manières; de nouveaux statuts sont publiés et l'affiliation à Oxford et Cambridge est réalisée. Une nouvelle résidence est construite et la chapelle du collège est reconstruite . Le nombre d'étudiants a doublé . L'école collégiale ouvre ses portes en 1884, dans le but de fournir une solide éducation aux futurs entrants au collège . On se souvient de Jayne comme du « deuxième fondateur » du collège.
Homme profondément religieux, Jayne quitte Lampeter pour devenir vicaire anglican à Leeds. Il devient évêque de Chester en 1889, poste qu'il occupe pendant les trente années suivantes. Au moment de sa nomination, il est le plus jeune évêque anglais . Sous son épiscopat, son diocèse est considéré comme "peut-être le plus paisible et le plus ordonné d'Angleterre" .
Jayne est préoccupé par la consommation excessive d'alcool et l'abus d'alcool. Il publie un article intitulé Réussir la réforme de la maison publique  discutant des vertus du système scandinave de Göteborg pour la gestion des pubs, etc. Il fonde également la People's Refreshment House Association Limited qui, à son apogée, possède 130 auberges et hôtels . Bien que Jayne ait été en mauvaise santé pendant de longues périodes pendant la Première Guerre mondiale et qu'Edward Mercer, un évêque à la retraite de Tasmanie, ait exercé bon nombre de ses fonctions , Jayne ne laisse aucun doute quant à son soutien à la participation britannique à la guerre contre l'Allemagne et ses alliés .
Il lance un tableau d'honneur avec les noms de son clergé et de leurs familles qui se sont portés volontaires pour les Forces. Il fait la promotion du travail de la Church Army et du YMCA, de leur besoin de bénévoles et de la collecte de fonds. Sa charge de travail accrue conduit ses collaborateurs à l'obliger à « s'abstenir de toute tâche » et à se reposer mais sa santé reste fragile jusqu'à et après sa retraite.
Il démissionne de son évêché en avril 1919 en raison de problèmes de santé causés par le surmenage . Il meurt chez lui à The Quarry, Oswestry, et est enterré à Bowdon, Cheshire .
Lui et sa femme Emily Garland ont six fils et trois filles , dont l'une est la traductrice norvégienne-anglaise Edith MG Jayne .